# É͘
Cette page contient des caractères spéciaux ou non latins. S’ils s’affichent mal (▯, ?, etc.), consultez la page d’aide Unicode.
É͘ (minuscule : é͘), appelé E accent aigu point suscrit à droite, est une lettre utilisée dans la transcription pe̍h-ōe-jī utilisé pour l’écriture de dialectes de Zhangzhou dont notamment le hokkien de Penang (en).
Elle est formée de la lettre E diacritée d’un accent aigu et d’un point suscrit à droite.

## Représentations informatiques
Le E accent aigu point suscrit à droite peut être représente avec les caractères Unicode suivants :
- composé et normalisé NFC (supplément latin-1, diacritiques)[1],[2] :

| formes    | représentations | chaînes de caractères | points de code | descriptions                                                             |
| --------- | --------------- | --------------------- | -------------- | ------------------------------------------------------------------------ |
| capitale  | É͘               | É◌͘                    | U+00C9 U+0358  | lettre majuscule latine e accent aigu diacritique point en chef à droite |
| minuscule | é͘               | é◌͘                    | U+00E9 U+0358  | lettre minuscule latine e accent aigu diacritique point en chef à droite |

- décomposé (latin de base, diacritiques) :

| formes    | représentations | chaînes de caractères | points de code       | descriptions                                                                         |
| --------- | --------------- | --------------------- | -------------------- | ------------------------------------------------------------------------------------ |
| capitale  | É͘               | E◌́◌͘                   | U+0045 U+0301 U+0358 | lettre majuscule latine e diacritique accent aigu diacritique point en chef à droite |
| minuscule | é͘               | e◌́◌͘                   | U+0065 U+0301 U+0358 | lettre minuscule latine e diacritique accent aigu diacritique point en chef à droite |